# Jean-Michel Cambon
Jean-Michel Cambon (geboren am 5. Januar 1952 in Soisy-sous-Montmorency (Département Seine-et-Oise), gestorben am 12. März 2020 in Cognet (Département Isère)) war ein französischer Kletterer und Alpinist. Er hat zahlreiche Kletterrouten in Frankreich erstbegangen, insbesondere in der natürlichen Region Oisans. Er ist Autor mehrerer Kletterführer und wird als „Ausrüster der tausend Kletterrouten“ bezeichnet.

## Leben
Jean-Michel Cambon hat mit 16 Jahren mit Klettern und Bergsteigen begonnen, „als Ventil für einen etwas zu dünn geratenen Jugendlichen“, wie er selbst sagte. Er zog später in den Großraum Grenoble, wo er in Saint-Martin-d’Hères als Lehrer arbeitete.
In den 1970er und 1980er Jahren kletterte er im gesamten Alpenraum die großen klassische Routen. Mit 18–19 Jahren war hierbei Jean-Marc Boivin sein Seilpartner. In den Dolomiten wiederholten sie beispielsweise die Carlesso am Torre Trieste sowie die Andrich-Fae und die Philipp-Flamm in der Monte Civetta Nordwestwand. Ihnen gelangen auch in der Mont-Blanc-Gruppe der Walker- und Crozpfeiler an den Grandes Jorasses oder die Amerikanische Direkte an der Aiguille du Dru Westwand und die Südwand der Aiguille du Fou (die beiden Letzten erstbegangen von Gary Hemming und Partnern). Später bis Mitte der 1980er Jahre eröffnete er mit Bernard Francou in der Region Oisans Routen im klassischen Stil. Zu nennen sind 1975 die Directe Cambon-Francou am Pic Sans Nom oder 1981 die Direct de Gauche in der Nordwand des Olan. Als größten Verdienst dieser Zeit des Kletterns in klassischen Routen nannte er „am Leben geblieben zu sein, als andere (Alpinisten) wie die Fliegen starben“. Bis Anfang der 1990er Jahre gelangen ihm auch mehrere sehr schwierige Routen in den über 500 m hohen Südwänden der Meije (genauer am Grand Pic de la Meije (3998 m) und an den Arêtes de la Meije). In diesen Routen setzte er als erster Kletterer Bohrhaken zum Sichern ein.
Nachdem er den Bohrhaken zur Sicherung entdeckte, wurde Jean-Michel Cambon für die Eröffnung zahlreicher neuer Routen in der Region Oisans bekannt. „Der Wechsel zum Sportklettern in den 1990er Jahren ermöglichte es mir, zahlreiche Routen im erweiterten Oisans zu eröffnen. In den 2000er Jahren habe ich mich darauf konzentriert, gut gesicherte Routen anzubieten und Risiken für Wiederholer zu minimieren, indem ich die Routen gründlich gereinigt und bei Bedarf Sika (französischer Ausdruck für schnellbindenden Betonmörtel) verwendet habe“. So eröffnete Jean-Michel Cambon beispielsweise bei La Berarde in der Zeit von 1989 bis 1994 zehn der 18 modernen Routen am Tête de la Maye.
Cambon ist Autor mehrerer Kletterführer und wird als „Ausrüster der tausend Kletterrouten“ bezeichnet. Mit dem Verkauf der „Cambon-Bibeln“ konnte er über 3.000 Bohrhaken finanzieren, die er für die Absicherung neuer Routen, beziehungsweise die Sanierung alter Routen verwendete. Er war Sekretär des ECI (Escalade Club de l'Isère), der sich aktiv für die Ausstattung von Kletterrouten rund um Grenoble einsetzt.

## Tödlicher Unfall
Jean-Michel Cambon starb am 12. März 2020 durch einen Unfall, als er in der Nähe von Cognet aus einer Felswand abstürzte. Der Unfall ereignete sich, als er den Fels ausputzte, um eine neue Kletterroute einzurichten. Er war von oben mit einem Jümar an einem Höhlenforscherseil (Statikseil) gesichert in die Felswand eingestiegen. Er hatte seinen Gurt mittels einer Seilschlinge mit dem Jümar verbunden. In halber Wandhöhe war er dabei einen Bohrhaken optimal zu platzieren. Es wird angenommen, dass er dabei über den Jümar hinaus geklettert ist, als er stürzte. Durch den hohen Sturzfaktor rissen die Seilschlingen und Cambon stürzte bis zum Wandfuß ab, wo er leblos gefunden wurde.

## Nachruf und Fortsetzung der Arbeit
In einem Nachruf des Parc national des Écrins heißt es wie folgt: „Wir möchten betonen, wie sehr dieser große ‚Herr der Berge‘ dazu beitrug, das Ecrins-Massiv bekannt und beliebt zu machen. Er hat das Ecrins-Massiv aus dem ewigen Vergleich mit dem Mont-Blanc-Massiv herausgeholt und gezeigt, dass die Gipfel und Wände dieses wilden Oisans noch immer neu erfunden werden können.“
Im Mai 2021 wurde ein Verein mit dem Namen ONOS (Oisans Nouveau – Oisans Sauvage, nach dem Titel von Cambons Topoführer) von einem Kollektiv aus Freunden, Seilgefährten und Familienmitgliedern gegründet. Dieser hat sich zur Aufgabe gemacht, das kletter- und alpine Erbe des Mannes weiterleben zu lassen, der den Spitznamen „poinçonneur des parois“ (etwa „Lochstanzer der Wände“) trug.

## Kletterführer von Jean-Michel Cambon
(Neuauflagen sind nicht aufgeführt)
- Les 60 escalades les moins pires de l'Oisans. éditions Vertical, 1988, ISBN 2-9502597-0-7.
- L'Oisans nouveau est arrivé, les 120 escalades les moins pires des massifs des Écrins, Briançonnais, Cerces. éditions Vertical, 1991, ISBN 2-9502597-1-5.
- Oisans moderne, Oisans sauvage, 250 escalades parmi les moins pires des massifs des Écrins, du Briançonnais et des Cerces. éditions Vertical, 1995, ISBN 2-9502597-2-3.
- Escalades à Ailefroide. J.-M. Cambon, 1995, ISBN 2-9502597-3-1.
- Escalades à la Bérarde. J.-M. Cambon, 1999, ISBN 2-9502597-5-8.
- Oisans nouveau, Oisans sauvage, livre Est, 220 itinéraires d'escalade et d'alpinisme. éditions Vertical, 2000, ISBN 2-9502597-6-6.
- Oisans nouveau, Oisans sauvage, livre Ouest, 300 itinéraires d'escalade et d'alpinisme. éditions Vertical, 2002, ISBN 2-9502597-7-4.